# Slowakische Gebärdensprache
Die Slowakische Gebärdensprache (slowakisch Slovenský posunkový jazyk, SPJ) ist die Gebärdensprache, die zwischen Gehörlosen, Schwerhörigen und Hörenden in der Slowakei verwendet wird. Sie ist die Muttersprache von ungefähr 15.000 Gehörlosen und CODAs (Kind gehörloser Eltern). SPJ gehört zur Familie der Französischen Gebärdensprachen. Bickford (2005) fand, dass die Slowakische, Tschechische, und Ungarischen Gebärdensprachen einen Cluster mit der Rumänischen, Bulgarischen, und Polnischen Gebärdensprache bilden.